# Região Sörmland
A Região Sörmland (em sueco: Region Sörmland;  PRONÚNCIA) é uma das 21 regiões em que a Suécia está dividida. Como subdivisão política e administrativa, constitui um nível intermédio entre o estado (stat) e os municípios (kommun)  da Suécia. Tem jurisdição dentro do território do condado da Södermanland, onde coexiste com o ”Conselho Administrativo do Condado da Södermanland” (Länsstyrelsen i Södermanlands län).

As 9 comunas da região têm uma área total de 6 072 km² e uma população de 301 857 habitantes (2024).

Tem como função principal a definição de políticas e a gestão da saúde pública, dos serviços de saúde, dos cuidados dentários, dos transportes públicos, e das instituições culturais do condado, assim como da coordenação das medidas de desenvolvimento regional.

### Comunas
O condado da Sörmland está subdivido nas seguintes comunas (kommuner):

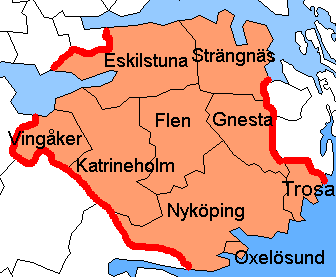

- Eskilstuna
- Flen
- Gnesta
- Katrineholm
- Nyköping
- Oxelösund
- Strängnäs
- Trosa
- Vingåker

## Áreas de responsabilidade

#### Hospitais
A Região conta com quatro hospitais:
Kullbergska sjukhuset (Katrineholm), Mälarsjukhuset (Eskilstuna), Nyköpings lasarett (Nyköping) e Regionsjukhuset Karsudden (Katrineholm).

#### Centros de saúde públicos
A Região gere 30 centros de saúde, localizados em Eskilstuna, Flen, Gnesta, Katrineholm, Malmköping, Mariefred, Nyköping, Oxelösund, Strängnäs, Trosa e Vingåker

#### Clínicas públicas de cuidados dentários
A região gere as clínicas públicas de cuidados dentários (folktandvårdsklinik) existentes na região – Eskilstuna, Strängnäs, Mariefred, Gnesta, Oxelösund, Katrineholm, Flen, Nyköping, Malmköping, etc...

### Transportes públicos
A Região é proprietária da empresa de transportes públicos Sörmlandstrafiken.

### Instituições regionais de ensino e cultura
A Região gere ou subsidia várias instituições e atividades do condado de Södermanland.

- Desenvolvimentos das bibliotecas da região
- Scenkonst Sörmland (dança, música, teatro, filme)
- Sörmlands museum (Museu da Sörmland)
- Nynäs slott (Palácio de Nynäs)

## Organização política da região

As "Regiões político-administrativas" da Suécia
D – Região Sörmland

As região constitui um nível intermédio entre o estado (staten) e os municípios (kommunerna) do condado.

### Órgão político e administrativo regional
A Região Sörmland é dirigida por uma assembleia regional (regionfullmäktige), composta por 65 deputados regionais (fullmäktigeledamöter), eleitos de 4 em 4 anos. Esta assembleia elege por sua vez um governo regional executivo (regionsstyrelse). Um ”presidente regional” (regionråd) é responsável pela coordenação das atividades da região, sendo estas executadas por um corpo de funcionários.

### A região e o condado
A Região Sörmland coexiste dentro do Condado da Södermanland com o ”Conselho Administrativo do Condado da Södermanland” (Länsstyrelsen i Södermanlands län).

Enquanto que a região é um órgão político - eleito pelos cidadãos - responsável pela gestão local da saúde, transportes, cultura, etc…,  o ”Conselho Administrativo do Condado de Örebro” é um órgão local do estado, com a missão de executar as tarefas administrativas do estado nesse mesmo condado.

### A região na União Europeia
No âmbito da União Europeia, a Região Sörmland exerce as suas funções no território consignado ao Condado da Södermanland, o qual é uma unidade estatística do tipo (Nuts 3).